# Barrow Hill : Le Cercle Maudit
Barrow Hill : Le Cercle Maudit est un jeu vidéo d'aventure et d'horreur développé par Shadow Tor Studios, sorti en 2006 sur Microsoft Windows. Il se déroule sur le site de Barrow Hill, basé sur des lieux géographiques réels en Cornouailles, en Angleterre.

## Trame
Le joueur, forcé de passer une nuit sinistre à Barrow Hill, enquête sur ce qui affecte la population locale et sur les raisons pour lesquelles des fouilles archéologiques, menées par le professeur Conrad Morse, ont suscité tant de troubles et d'hostilité au sein de la communauté. Au cours de l'exploration des légendes et superstitions locales, le mystère se dévoile grâce à l'utilisation d'appareils électroniques modernes tels que des assistants personnels numériques, des GPS et des détecteurs de métaux pour élucider le mystère.

## Système de jeu
Barrow Hill : Le Cercle Maudit est une aventure classique en pointer-cliquer à la première personne, le monde étant représenté par des écrans animés prérendus. L'aventure est basée sur une structure non linéaire, qui donne au joueur une grande liberté pour explorer l'environnement et collecter des indices à son propre rythme.

## Accueil
Le jeu reçoit des « critiques mitigées ou moyennes » selon le site d'agrégation de critiques Metacritic qui recense un score global de 65 % en s'appuyant sur un panel de 21 notes de test très disparates. Certains critiques ont loué l'atmosphère effrayante, la qualité des deux aspects audiovisuels et la structure logique du jeu. Les énigmes du jeu sont considérées comme très bien intégrées à l'histoire et à l'environnement, ne semblant jamais être des obstacles artificiels pour le joueur,. Eurogamer déclare que le scénario « s'essouffle de manière décevante alors que le jeu se termine de manière plutôt abrupte ». GameSpot critique le manque d'engagement et de facteur de peur, comparant le jeu à « une attente dans le cabinet d'un médecin ».

### Traduction
- (en) Cet article est partiellement ou en totalité issu de l’article de Wikipédia en anglais intitulé « Barrow Hill: Curse of the Ancient Circle » (voir la liste des auteurs).